# Dąbrówka (Orneta)
Dąbrówka (deutsch Klein Damerau) ist ein Ort in der polnischen Woiwodschaft Ermland-Masuren. Er gehört zur Stadt-und-Land-Gemeinde Orneta (Wormditt) im Powiat Lidzbarski (Kreis Heilsberg).

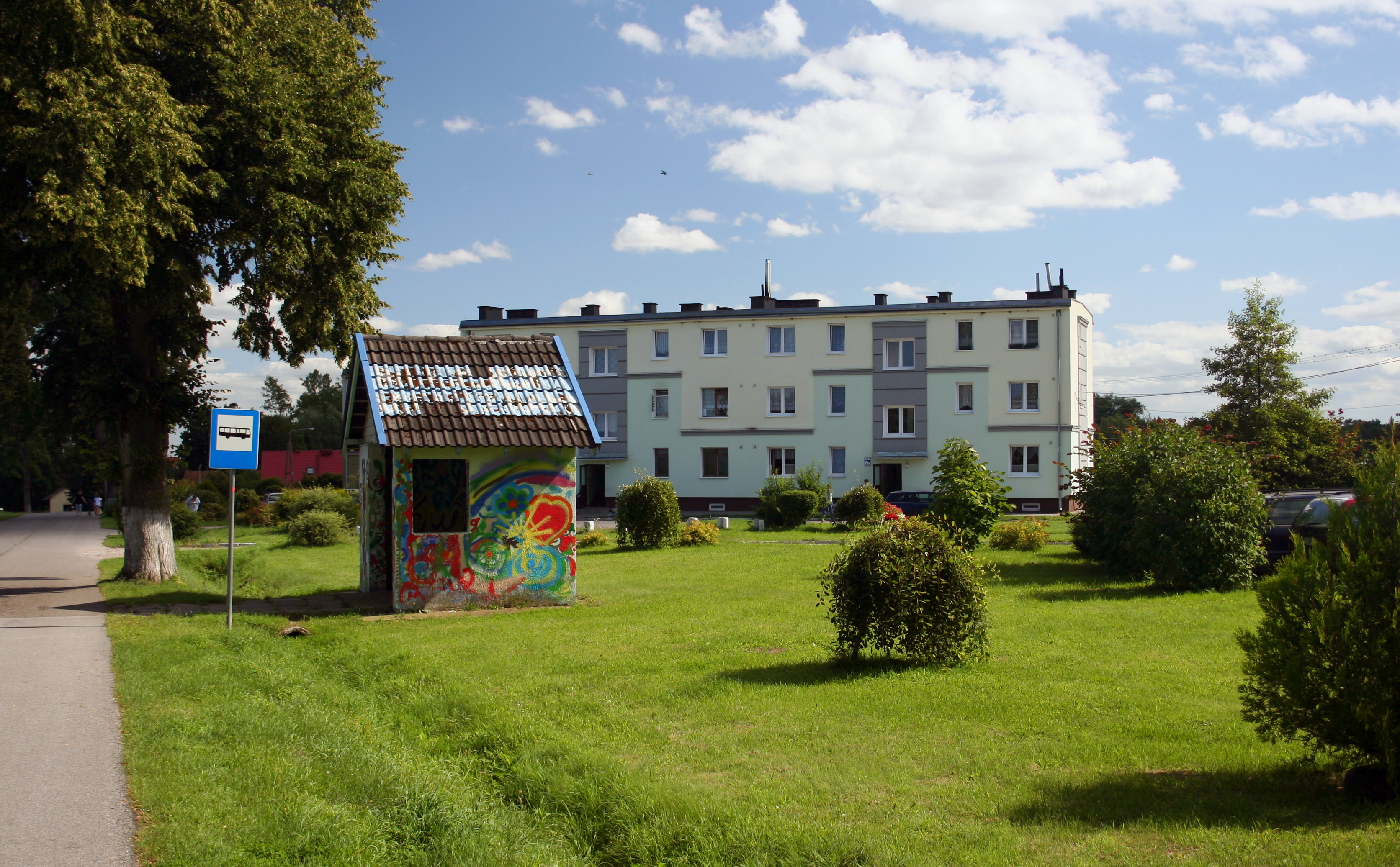
Grünanlage mit Bushaltestelle n Dąbrówka

## Geographische Lage
Dąbrówka liegt im Nordwesten der Woiwodschaft Ermland-Masuren, 29 Kilometer südöstlich der früheren Kreisstadt Braunsberg (polnisch Braniewo) bzw. 38 Kilometer westlich der heutigen Kreismetropole Lidzbark Warmiński (deutsch Heilsberg).

## Geschichte
Das einst Damerau und erst nach 1820 mit Zusatzbezeichnung Klein Damerau genannte Dorf bestand in seinem Kern aus drei großen Höfen. 1874 kam es zum neu errichteten Amtsbezirk Basien (polnisch Bażyny) im ostpreußischen Kreis Braunsberg, Regierungsbezirk Königsberg. Im Jahre 1910 zählte Klein Damerau 45 Einwohner.
Am 17. Oktober 1928 verlor Klein Damerau seine Eigenständigkeit, als es in die Landgemeinde Basien eingegliedert wurde.
Als 1945 in Kriegsfolge das gesamte südliche Ostpreußen an Polen abgetreten wurde, erhielt Klein Damerau die polnische Namensform „Dąbrówka“. Heute ist der Ort eine Osada (= „Siedlung“) innerhalb der Gmina Orneta (Stadt-und-Land-Gemeinde Wormditt) im Powiat Lidzbarski (Kreis Heilsberg), von 1975 bis 1998 der Woiwodschaft Elbląg, seither der Woiwodschaft Ermland-Masuren zugehörig. Im Jahre 2021 zählte Dąbrówka 191 Einwohner.

## Religion
Vor 1945 war Klein Damerau in die römisch-katholische Kirche Wusen (polnisch Osetnik) im Bistum Ermland eingegliedert, jetzt gehört es zur Pfarrei in Chwalęcin (Stegmannsdorf) im jetzigen Erzbistum Ermland.
Evangelischerseits gehörte Klein Damerau bis 1945 zur Kirche in Wormditt in der Kirchenprovinz Ostpreußen der Kirche der Altpreußischen Union. Jetzt ist das Dorf der Diözese Masuren der Evangelisch-Augsburgischen Kirche in Polen zugeordnet.

## Verkehr
Dąbrówka liegt an der verkehrsreichen Woiwodschaftsstraße 509, die von Elbląg (Elbing) bis nach Drwęczno (Wagten) unweit der Stadt Orneta führt.
Bis 1945 (Personenverkehr) bzw. 2001 (Güterverkehr) war Basien (polnisch Bażyny) die nächste Bahnstation. Sie lag an der Bahnstrecke Schlobitten–Wormditt (– Angerburg). 